# Scandix hirsuta
Scandix hirsuta är en flockblommig växtart som beskrevs av Bartolomeo Biasoletto och Ernst Gottlieb von Steudel. Scandix hirsuta ingår i släktet nålkörvlar, och familjen flockblommiga växter. Inga underarter finns listade i Catalogue of Life.